# Gare centrale de Salzbourg

La gare centrale de Salzbourg est la plus grande gare de Salzbourg et un lieu de circulation majeur dans l'ouest de l'Autriche. Elle est classée monument historique.

## Histoire
De 2009 à 2014, elle bénéficie d'une restauration complète.